# Željeznička pruga Nikšić – Podgorica
Željeznička pruga Nikšić – Podgorica pruga je koja povezuje crnogorske gradove Nikšić i Podgoricu. Ukupne je duljine 56,5 km jednotračna je i elektrificirana naponom 25kV/50Hz. Najveća dopuštena brzina na ovoj pruzi je 75 km/h
Ideja o izgradnji ove pruge potječe između dva svjetska rata. Prvo snimanje terena obavljeno je između 1938. i 1940. Njime su utvrđene dvije varijante ove (tada uskotračne) pruge i to lijevom i desnom obalom rijeke Zete. Odluka o trasi nije bila donesena niti je (zbog rata) započeta gradnja pruge.
Petogodišnjim planom (1947. – 1952.) ova je pruga smatrana prioritetnom, zbog gospodarskih potreba, a i zbog prirodnog nastavka pruge Bileća – Nikšić (dijela pruge Gabela – Zelenika. Kao trasa pruge odabrana je ona lijevom obalom Zete, zbog lakših radova i manjeg broja objekata za izgradnju. Radovi na pruzi započeli su u travnju 1947., uz pomoć tadašnjih omladinskih brigada iz cijele SFRJ. Pruga je puštena u pogon 12.
srpnja 1948.
Povećanjem obima prometa na uskotračnoj pruzi zbog razvoja industrije i rudarstva pruga je postala usko grlo te je bilo nužno izvršiti njenu rekonstrukciju i normalizaciju na kolosijek širine 1435 mm. Pruga normalnog kolosijeka puštena je u rad 27. studenoga 1965., kada je završena i prva faza izgradnje barske luke. Pruga je tako postala rukavac pruge Beograd – Bar, ali je zbog nje gubila na značaju. Krajem 1980-ih ukazala se potreba za njenom ponovnom rekonstrukcijom koja zbog nedostatka financijskih sredstava nija bila napravljena, tako da je brzina na pruzi bila ograničena na 30-40 km/h. Pruga je bila pred zatvaranjem, što zbog putničkog prometa koji je gotovo prestao, što zbog propadanja industrijskih tvrtki koje su koristile željeznicu. Rekonstrukcija i elektrifikacija ove pruge započela je 7. ožujka 2006., a svečano otvorenje upriličeno je 1. listopada 2012.